# Yves Gendron
Pour les articles homonymes, voir Gendron.
Yves Gendron est un professeur de comptabilité de l’Université Laval né en 1963.

## Biographie
Yves Gendron a obtenu un diplôme de baccalauréat en administration des affaires en 1985 de l’Université du Québec à Rimouski.  Il obtient ensuite un diplôme de doctorat en sciences de l’administration de l’Université Laval en 1997.  Il fait des études postdoctorales à l’Université de l’Alberta en 1998.
Yves Gendron est comptable agréé à partir 1987 et travaille de 1987 à 1992 pour des firmes privées (Samson Bélair et Deloitte & Touche).  De 1998 à 2006, il enseigne à l’Université de l’Alberta et, à partir de 2006, il est professeur à l’Université Laval.
Yves Gendron est rédacteur en chef de la revue Critical Perspectives On Accounting.  

## Distinctions
- Haim Falk Award for Distinguished Contribution to Accounting Thought (2019)[3]